# Seed of Chucky
Seed of Chucky is een Amerikaanse horror-komedie uit 2004 onder regie van Don Mancini. De film is het vijfde deel uit een reeks die in 1988 begon met de serieus bedoelde horrorfilm Child's Play, maar zet een lijn voort die zich sinds deel vier Bride of Chucky vooral richt op zwarte humor.

## Verhaal
Glen is een levende, goedaardige maar aartslelijke pop. Voor zover hij weet is hij een wees, maar hij heeft geen idee wie zijn ouders zijn of waren. Een agressieve zwendelaar houdt Glen gevangen in een kooi en gebruikt hem als pop tijdens zijn zogenaamde buikspreekvoorstellingen.
Glen ziet op een avond vanuit zijn kooi dat er op televisie gepraat wordt over de opnames van een nieuwe Child's Play-film. In de uitzending wordt getoond hoe de moordlustige (levensloze) poppen Tiffany en Chucky met robottechnieken worden bewogen. Het valt Glen niettemin op dat Chucky net als hijzelf made in Japan op zijn arm heeft staan. Hij realiseert zich dan dat hij naar zijn ouders zit te kijken (aan het einde van Bride of Chucky was te zien hoe Tiffany beviel en daarna stierf).
Wanneer Glen de kans krijgt om te vluchten, grijpt hij deze met beide handen aan. Hij lift ongezien achter in een truck mee naar Hollywood. Hij vindt zijn levenloze ouders en realiseert zich dan dat hij ze met de spreuk op de ketting die hij al levenslang draagt kan 'wekken'. Zo komen de seriemoordende Chucky en Tiffany andermaal tot leven. Ze zijn stomverbaasd dat ze een kind blijken te hebben. Aangezien hij geen geslachtsdelen heeft, worden ze het er ook niet over eens of Glen een zoon of een dochter ('Glenda') is. De 'buikspreker' noemde hem Shitface, wat ook weinig duidelijkheid daarover verschaft.
Chucky kan niet geloven dat zijn zoon niet te porren is voor een goede moordpartij. Tiffany wil dit respecteren en haar kind het goede voorbeeld geven door te stoppen met moorden, maar heeft ook grote moeite om niet toe te geven aan haar ware aard. Wanneer ze hoort over de Child's Play-film, is ze dolblij dat haar favoriete actrice Jennifer Tilly haar speelt. Tilly blijkt alleen op een dieptepunt in haar acteercarrière te zijn beland en schuwt er niet voor om haar voloptueuze lichaam aan te bieden aan regisseur Redman om aan een volgende rol te komen. Ondertussen probeert Chucky Glen warm te maken voor zijn favoriete hobby: moorden. Dit moet alleen wel geheim blijven voor Tiffany.

## Rolverdeling
- Brad Dourif - Chucky (stem)
- Jennifer Tilly - Tiffany (stem) + als zichzelf
- Billy Boyd - Glen / Glenda (stem)
- Redman - als zichzelf
- Hannah Spearritt - Joan
- John Waters - Pete Peters